# Protesista
O protesista ou denturista, é o dentista especializado em prótese dental. Diferentemente do protético, é habilitado para atuar diretamente com o paciente e será o responsável por diagnosticar o paciente, planejar e requisitar o(s) componente(s) protético(s).